# Komora Gwiaździsta

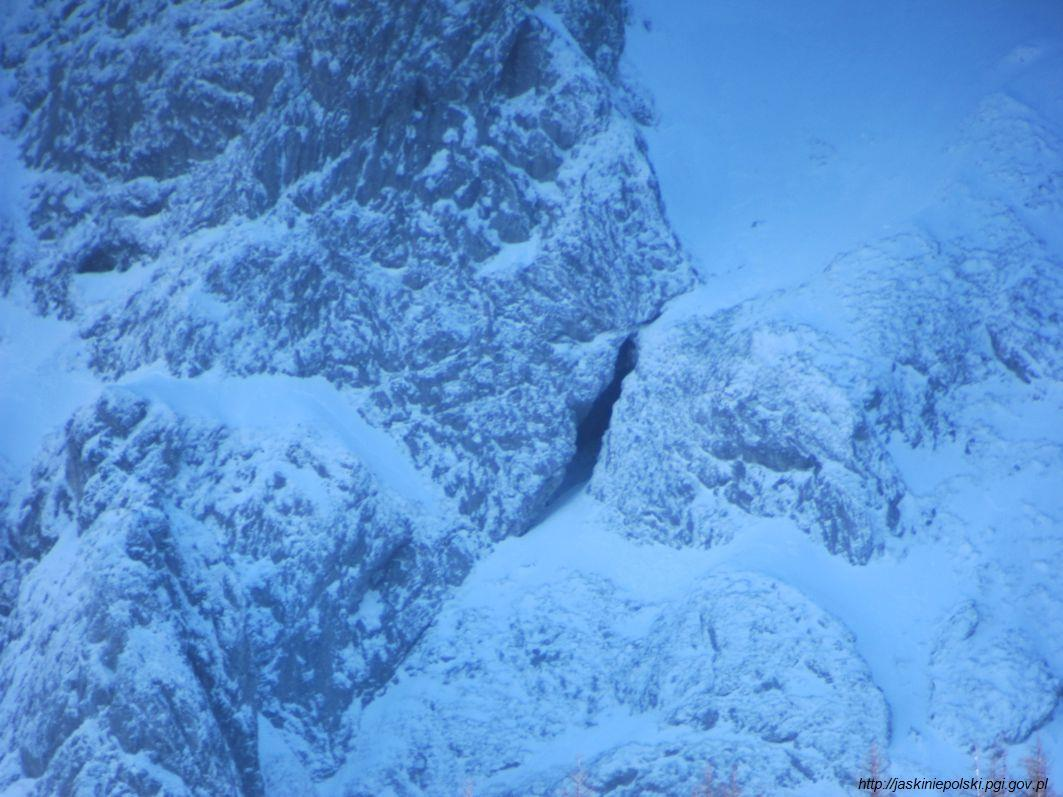
Otwór jaskini

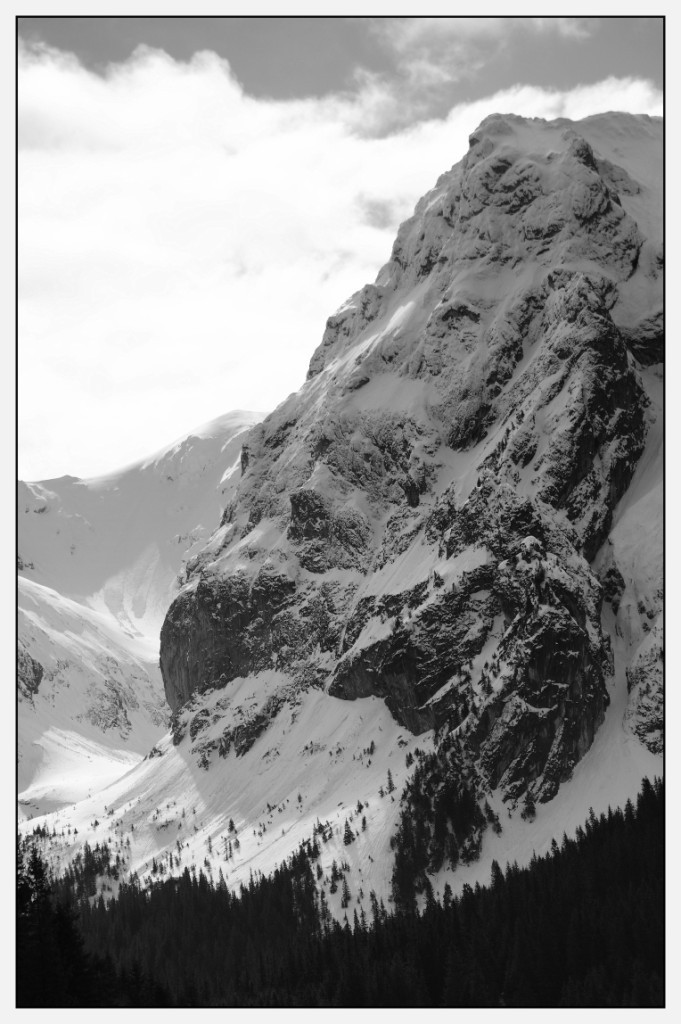
Wielka Turnia w Dolinie Małej Łąki

Komora Gwiaździsta (Szpara, Szczelina w Wielkiej Turni) – jaskinia w Dolinie Małej Łąki w Tatrach Zachodnich. Wejście do niej znajduje się w północnej ścianie Wielkiej Turni na wysokości 1708 metrów n.p.m. Długość jaskini wynosi 60 metrów. Głębokość nie została zmierzona.

## Opis jaskini
Centralną częścią jaskini jest duża komora (20 metrów długości i 20 metrów szerokości) do której można się dostać z olbrzymiego otworu wejściowego (10 metrów szerokości i ponad 20 metrów wysokości). Jest to największy otwór jaskini w Tatrach Zachodnich. Widać go z  Doliny Małej Łąki, a także z Zakopanego.  
Z komory odchodzą gwiaździście cztery kilkumetrowe korytarze (stąd nazwa jaskini). Jeden z tych korytarzy (nad progiem z want) nie został do tej pory zbadany. 

## Przyroda
W komorze rosną porosty i mchy.

## Historia odkryć
Olbrzymi otwór jaskini znany był od dawna.
8 lipca 1959 roku jaskinię zbadał M. Kruczek przy okazji wyprawy do Jaskini Strzelistej.
Opis i plan, będący jednocześnie pierwszą publikowaną wzmianką z użyciem nazwy Komora Gwiaździsta, zamieścił B. Koisar w 1969 roku.